# Pedro Cea
Pour les articles homonymes, voir Cea.
José Pedro Cea, souvent appelé simplement Pedro Cea, né le 1er septembre 1900 à Montevideo en Uruguay, et mort le 8 septembre 1970 à Montevideo, est un joueur de football uruguayen.
Attaquant vedette de l'Uruguay dans les années 1920, il remporte la médaille d'or aux Jeux olympiques de 1924 et 1928, ainsi que la première édition de la Coupe du monde en 1930. Il est le seul Uruguayen à avoir disputé tous les matchs de ces trois compétitions triomphales.

## Biographie
José Pedro Cea réalise sa carrière de joueur en Uruguay, au Club Atlético Lito de Montevideo de 1922 à 1927, au Club Atlético Bella Vista en 1928 et 1929, puis au Club Nacional en 1929 et 1930 puis en 1934 et 1935. Il remporte avec le Nacional le championnat d'Uruguay, devenu professionnel, en 1934 (il a alors un âge avancé pour un footballeur de l'époque, et ne dispute aucun des trois matchs de la finale du championnat de 1933, organisés en 1934). 
Surnommé el Vasquito ou el Vasco en référence à ses origines basques, c'est un ailier côté gauche, rapide, puissant, avec une bonne vision du jeu. Alors joueur de Lito, il est libéré par son club pour participer aux deux tournées triomphales du Nacional, en Europe en 1925 (au cours de laquelle il inscrit 13 buts) et en Amérique du Nord en 1927. Il inscrit pour le Nacional 31 buts en 103 matchs.

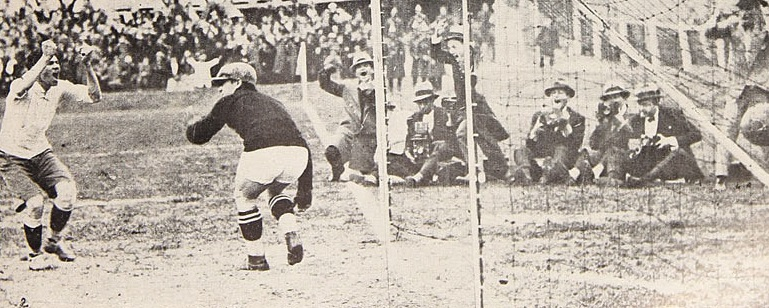
Cea, à gauche, buteur contre la Yougoslavie en 1930.

Mais Cea connaît surtout la gloire avec l'équipe nationale, dont il porte les couleurs à 27 reprises entre novembre 1923 et décembre 1932, pour un total de 13 buts et avec laquelle il remporte les plus grandes compétitions du moment : Championnat sud-américain, en 1923 et 1924, Jeux olympiques de 1924 et 1928, et enfin la première Coupe du monde de football, à domicile, en 1930. 
Il est le seul joueur de la Celeste à jouer toutes les parties proposées à son pays lors des tournois olympiques de 1924 et 1928, et de la 1re Coupe du monde de 1930 (14 au total). Il est le second meilleur buteur de la Coupe du monde de 1930 avec cinq réalisations, derrière l'Argentin Guillermo Stábile, et le premier joueur à avoir inscrit un but en finale de Coupe du monde (le but du 2-2 face à l'Argentine) et une finale de tournoi olympique (en 1924).
Il devient par la suite radio-reporter. En 1941 et 1942, il est le sélectionneur de l'Uruguay, avec lequel il remporte le Championnat sud-américain en 1942, après en avoir fini 2e l'année précédente.
Il meurt en 1970. Il apparaît en 2000 au 43e rang des meilleurs joueurs sud-américains du XXe siècle selon l'IFFHS.

## Palmarès
Uruguay
- Vainqueur de la Coupe du monde : 1930.
- Médaillé d'or aux Jeux olympiques : 1924 et 1928.
- Vainqueur du Championnat sud-américain : 1923 et 1924.
- Vainqueur de la Copa Lipton et de la Copa Newton (face à l’Argentine), en 1924, 1927, 1929 (deux fois) et 1930.

Nacional
- Vainqueur du championnat d'Uruguay en 1934.